# Свояцтво
Своя́цтво — спорідненість за шлюбом, стосунки між чоловіком і кровними родичами дружини, між дружиною і кровними родичами чоловіка, а також між родичами подружжя. Свояцтво буває дворідним (двокровним) та трирідним (трикровним).
Інше значення слова — «сукупність родичів по шлюбу, по свояцтву». Приклади з літератури: «Свояцтво миле! Дозвольте вам тепера пояснити, чому се я таким ладом незвиклим врядила сю вечерю…» (Леся Українка), «Ярмаркування почалося із зустрічей і чоломкання з ріднею, свояцтвом та знайомими» (Михайло Стельмах «Гуси-лебеді летять»).

## Двокровне свояцтво
Двокровним свояцтвом зовуть стосунки, що набуваються через один шлюбний союз, у якому перебувають родичі чоловіка з родичами дружини.
Виявляючи ступені двокровного свояцтва враховують:
- Свояцтво між чоловіком (дружиною) та кровними родичами дружини (чоловіка);
- Свояцтво між кровними родичами подружжя.

У першому ступені двокровного свояцтва перебувають:
- Батьки дружини (тесть і теща) — щодо зятя (чоловіка дочки);
- Батьки чоловіка (свекор і свекруха) — щодо невістки (дружини сина)

У другому ступені двокровного свояцтва перебувають брати й сестри дружини та чоловіка:
- Дівер і зовиця (шваґрова) — щодо невістки (дружини брата);
- Свояк (шурин, шуряк, шваґер) і своячка — щодо зятя (чоловіка сестри)

Коли з'ясовуються ступені свояцтва між кровними родичами подружжя, треба виявити:
- У якому ступені перебуває родич чоловіка щодо нього;
- У якому ступені перебуває родич дружини щодо неї, потім кількість ступенів складають: одержана сума покаже, у якому ступені споріднення перебувають родич чоловіка і родич дружини. Наприклад: між чоловіком і його тестем — один ступінь; між чоловіком і його своячкою (сестрою дружини) — два ступені; між братом чоловіка і сестрою дружини — чотири ступені тощо.

## Трикровне свояцтво
Трокровним свояцтвом зовуть стосунки, що набуваються при наявності двох шлюбних союзів: між родичами дружини (чоловіка) одного брата (сестри) та родичами дружини (чоловіка) іншого брата (сестри) або між родичами першої та другої дружин (чоловіків) та чоловіком (жінкою).
У трикровному свояцтві, яке походить від поєднання через шлюбні союзи трьох родів або родин, ступені свояцьких стосунків вираховують за тим же способом, що й у двокровному: складають у загальну суму кількість ступенів.

## Терміни свояцтва

Спорідненість у шлюбі.

Подру́жжя (рідко супру́ги) — шлюбна пара: чоловік і дружина. Стосунки у подружжі не є родинними.
- Чоловік (подру́жжя, подру́жжячко, рідко супру́г[2], заст. і уроч. муж, дружина) — особа чоловічої статі щодо жінки, з якою перебуває в шлюбі.
- Дружина (подру́жжя, подру́жжячко, жінка, жона, рідко супру́га)[3] — особа жіночої статі щодо чоловіка, з яким перебуває у шлюбі.

Щодо жінки, як члена подружжя:
- Свекор — батько чоловіка
- Свекруха — мати чоловіка

Щодо чоловіка, як члена подружжя:
- Тесть — батько дружини
- Теща — мати дружини

Щодо батьків або родичів одного з подружжя:
- Свати́ — батьки одного з подружжів щодо батьків другого
- Сват — батько або родич одного з подружжів щодо батьків другого
- Сва́ха (свашка) — мати або родичка одного з подружжів щодо батьків другого

### Подружжя родичів
- Зять — чоловік дочки
- Невістка — дружина сина
- Синова́ — дружина сина
- Братова́ — дружина брата

### Брати та сестри подружжя
- Ді́вер (діверко) — брат чоловіка
- Зови́ця — сестра чоловіка
- Шурин (розм. шуряк) — брат дружини
- Ді́верка (ятрі́вка) — дружина дівера. Ді́верки (ятрі́вки) — дружини рідних братів
- Своячка (своя́киня, рідко своя́ченниця, діал. свість) — сестра дружини, дружина брата
- Шваґер (шваґро) — чоловік сестри. Інші значення — брат дружини (шурин) або брат чоловіка (дівер)
- Шва́ґрова — сестра дружини. Інші значення — сестра чоловіка, дружина брата
- Своя́к, кумнат — чоловік своячки (сестри дружини). Свояками один стосовно одного є чоловіки рідних сестер. Може вживатися також у значенні «шурин» («брат дружини»)[4].
- Своя́чка (рідко  своя́киня, своя́ченниця, діал. свість) — сестра дружини, це родичка, яка з'являється у чоловіка в результаті укладення шлюбу[5][6][7][8].

### Подружжя дядька та тітки
- Дя́дина — дружина дядька (брата батька або матері)
- Стрий (стрийко) — чоловік батькової сестри. Інше значення — брат батька
- Стри́йна — дружина батькового брата. Інше значення — сестра батька
- Ву́йко (вуй) — чоловік материної сестри. Інше значення — брат матері
- Ву́йна — дружина материного брата. Інше значення — сестра матері

## Цікаві факти
- Шар української лексики, пов'язаний зі свояцтвом, має дуже давнє, ще праіндоєвропейське походження. Слов'янські мови (зокрема, східнослов'янські) у цілому зберегли стародавні терміни свояцтва, що існували у багатьох стародавніх індоєвропейських мовах: «свекор» (прасл. *svekrъ, дав.-англ. sweor, лат. socer, пра-і.є. *sweḱuros), «зять» (прасл. *zętь, лат. gener (суч. фр. gendre), санскр. jāti, пра-і.є. *ǵenh₁-), «дівер» (прасл. *děverь, дав.-англ. tacor, санскр. devṛ́, пра-і.є. *dayh₂wḗr), рос. сноха і чеськ. snacha (прасл. *snъxa, лат. nurus, давн-англ. snoru, санскр. snuṣā́, пра-і.є. *snusós), «ятрівка» (прасл. *jętry, лат. ianitrīx, дав.-гр. ἐνάτηρ, пра-і.є. *yenh₂tēr). У багатьох сучасних індоєвропейських мов Європи ці терміни вийшли з ужитку, замінившись складеними словами: англ. father-in-law, son-in-law, brother-in-law, daughter-in-law, sister-in-law («батько-в-шлюбі», «син-у-шлюбі», «брат-у-шлюбі», «дочка-в-шлюбі», «сестра-в-шлюбі»), фр. beau-père, beau-fils, beau-frère, belle-fille, belle-sœur («гарний батько», «гарний син», «гарний брат», «гарна дочка», «гарна сестра»)[9].
- Поряд зі словом «подружжя», в українській мові відоме інше слово для позначення чоловіка і дружини — «супруги»[2], первісним значенням якого було «тварини у парному запрягу» (прасл. *sǫprǫgъ від *pręgǫ — «запрягаю»). Існувало українське діалектне слово «супруга»[3] (зазвичай «супряга»)[10], яким називали запряг кількох коней, волів, а також спільну працю бідноти зі своєю худобою і реманентом. Значення «подружжя», «чоловік з дружиною» слово набуло внаслідок давніх поглядів на подружню пару як на запряжених у парне ярмо «супрягів»: так, весільний обряд надівання ярма нареченим донедавна зберігався у гуцулів[11][12].